# Chiesa di San Francesco alla Chiappetta
La chiesa di San Francesco alla Chiappetta, con annesso convento, è un edificio religioso del quartiere genovese di Bolzaneto, in val Polcevera. La sua comunità parrocchiale fa parte del vicariato "Bolzaneto - Sant'Olcese – Serra Riccò" dell'arcidiocesi di Genova.

## Storia

### La fondazione

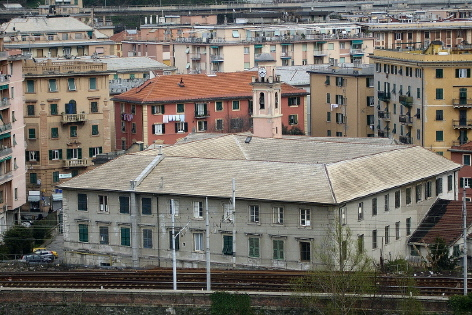
Il convento di San Francesco alla Chiappetta

Il sito sul quale sorgono la chiesa e il convento di San Francesco in origine e fino alla metà dell'Ottocento costituiva l'ultima propaggine della collina di Murta e si trovava sulla sponda destra del Polcevera, all'interno di un'ampia ansa formata dal torrente.
Secondo la tradizione, il terreno sarebbe stato donato dalla nobile famiglia Lercari (che possedeva nella zona un palazzo di villeggiatura) allo stesso san Francesco, che sarebbe transitato da Genova nel 1216, ipotesi suggestiva ma non attestata da alcun documento storico.
La donazione del terreno è invece documentata da una convenzione del 7 luglio 1280, seguita da un atto notarile del 2 luglio 1291 con il quale Costantino Lercari donava il terreno ai frati francescani, perché vi costruissero una chiesa e vi stabilissero una loro comunità, riservandosi il diritto di sepoltura all'interno. Il testo della convenzione è riportato nel volume di padre Filippo Pittaluga.

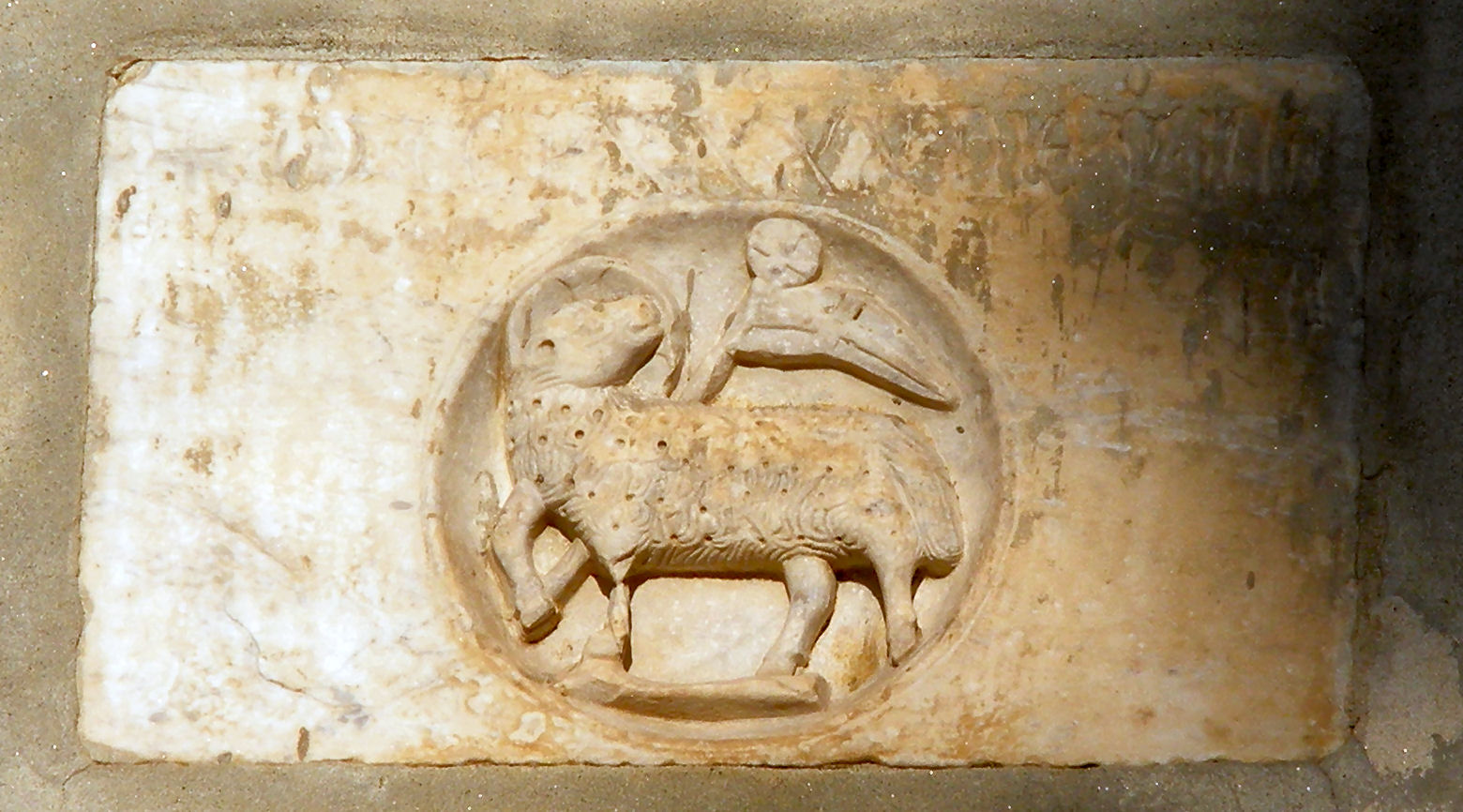
Il bassorilievo che riporta la data di fondazione del complesso

Negli anni immediatamente successivi fu edificato il convento e alcuni anni dopo l'annessa chiesa, come attestato da un piccolo bassorilievo in marmo raffigurante un Agnus Dei che porta la data del 5 luglio 1290, già collocato sopra l'ingresso principale e spostato all'interno della chiesa durante i lavori di ristrutturazione del 2012-2013.
Un'epigrafe collocata nel corridoio adiacente al presbiterio della chiesa ricorda che nel 1292 i fratelli Costantino e Ughetto Lercari fecero costruire nella chiesa una tomba per sé e per i propri discendenti;
Nei secoli successivi, altre famiglie, nobili (Ghersi, Serra e Spinola) e borghesi (Cavo, Giordano, Sedevolpe, Semino, Tatis, Vinelli), finanziarono il convento in cambio del diritto alla sepoltura nella chiesa, come attestato da altre lapidi sepolcrali, oggi collocate nel pavimento del coro.
Nel 1563 la chiesa fu consacrata da monsignor Girolamo Ferragatta, futuro vescovo di Aosta, all'epoca vescovo di Vire, in Francia.
Fino alla metà del Seicento il convento rimase l'unica costruzione nella zona della Chiappetta (nome che deriva da una corruzione del termine latino Clapeta, cioè "cappelletta"). A partire da quell'epoca intorno al convento sorsero alcune costruzioni fino a formare un piccolo borgo, con case, botteghe, un mulino e un'osteria, che nell'anno 1800 contava 75 fuochi (famiglie); alcune di queste case sono ancora esistenti, altre furono demolite intorno alla metà dell'Ottocento durante i lavori di arginatura del Polcevera, poiché si trovavano nell'area ora percorsa dal nuovo letto del torrente.
I locali del convento sono stati per secoli un punto di riferimento anche per funzioni amministrative civili (è ricordata tra l'altro l'elezione, il 21 giugno 1583, dell'Abate del popolo, figura politica dell'epoca che affiancava il Capitano del popolo, rappresentante del potere governativo, con il compito di portare all'attenzione dei governanti le istanze della gente comune.

### La ristrutturazione seicentesca
Nella seconda metà del Seicento la chiesa fu completamente ristrutturata, e trasformata internamente dall'originale stile romanico-gotico in stile barocco, su progetto attribuito al lombardo Francesco Muttoni.

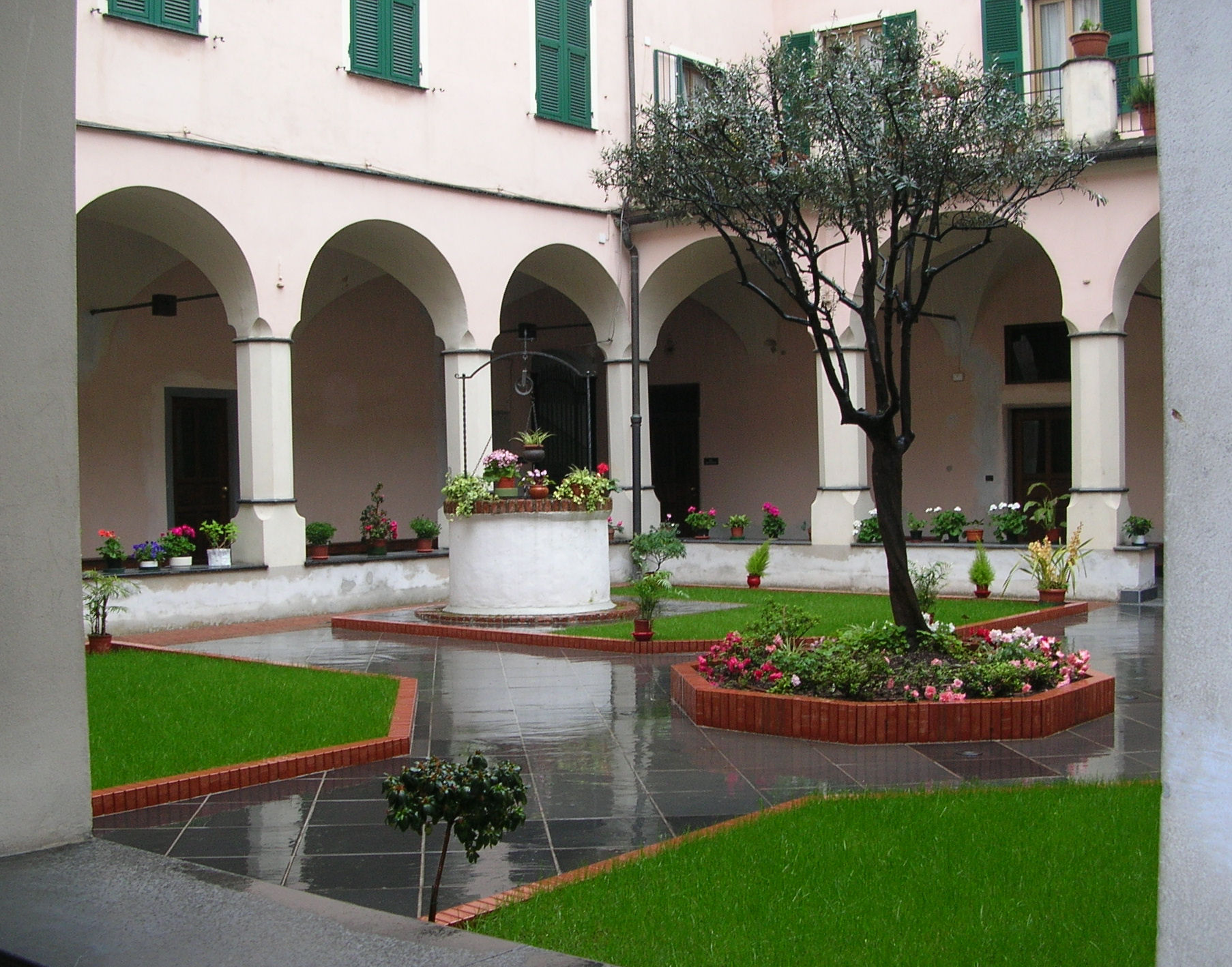
Il chiostro del convento

In occasione di questi lavori furono anche costruiti il campanile a torre, oggi dotato di un concerto di otto campane, e il chiostro quadrangolare colonnato con un pozzo al centro.

### L'Ottocento (dalla soppressione napoleonica al ritorno dei frati)
Nel 1798, a seguito delle leggi di soppressione degli ordini religiosi, i frati francescani dovettero lasciare il convento e la chiesa fu chiusa.
Nonostante in un primo momento il convento della Chiappetta fosse stato designato insieme a San Francesco d'Albaro come luogo di raccolta dei minori conventuali allontanati dalle altre sedi, alla fine di quello stesso anno ne venne decisa la chiusura. Al momento della soppressione del convento nel borgo della Chiappetta erano censite otto case, 14 botteghe, un mulino, cinque stalle e un'osteria; tutti questi immobili erano all'epoca ancora di proprietà del convento di san Francesco di Castelletto, dal quale fino al 1703 dipendeva quello della Chiappetta.
Nel 1805, dopo il forzato abbandono dei frati, i locali del convento furono venduti a privati, ad eccezione della chiesa con le sue pertinenze, che passò sotto la giurisdizione della curia genovese e fu affidata al parroco di San Martino di Murta. Da allora, e fino al 1896, la chiesa fu amministrata da un "custode" (sacerdote con funzioni di cappellano, nominato dal parroco di Murta) coadiuvato dai "massari" o "fabbriceri", laici che amministravano i beni ecclesiastici curando la manutenzione degli edifici e le spese per l'esercizio del culto. Nei primi tempi i custodi furono scelti tra sacerdoti appartenenti allo stesso ordine soppresso.
(Goffredo Casalis, Dizionario geografico, storico, statistico e commerciale degli stati di S.M. il Re di Sardegna, 1840)
Le cronache del tempo registrano che il 28 luglio del 1834 nel convento fu ospitato l'ex re del Portogallo, Michele I, di passaggio a Genova. Il 26 agosto di quello stesso anno il complesso subì una grave alluvione, l'ultima di una lunga serie. Infatti, essendo posto in riva al torrente Polcevera e non protetto da alcun argine, in occasione di forti piogge la chiesa, il convento e le case circostanti erano frequentemente esposte a piene improvvise e devastanti.
Fino alla metà del XIX secolo la chiesa e il convento si trovavano sulla sponda destra del Polcevera, all'interno di un'ampia ansa formata dal torrente.
Quando intorno al 1850 fu costruita la ferrovia Genova-Torino, fu rettificato ed arginato il corso del torrente eliminando l'ansa da questo formata.
Fu scavato, per circa 500 m, un nuovo tratto di letto che tagliava la base della collina di Murta immediatamente a monte del convento di San Francesco, che in tal modo passò dalla destra alla sinistra del Polcevera e fu in breve tempo contornato da numerose abitazioni costruite sul vecchio greto del torrente, ora interrato, che andavano progressivamente a costituire l'attuale abitato di Bolzaneto.

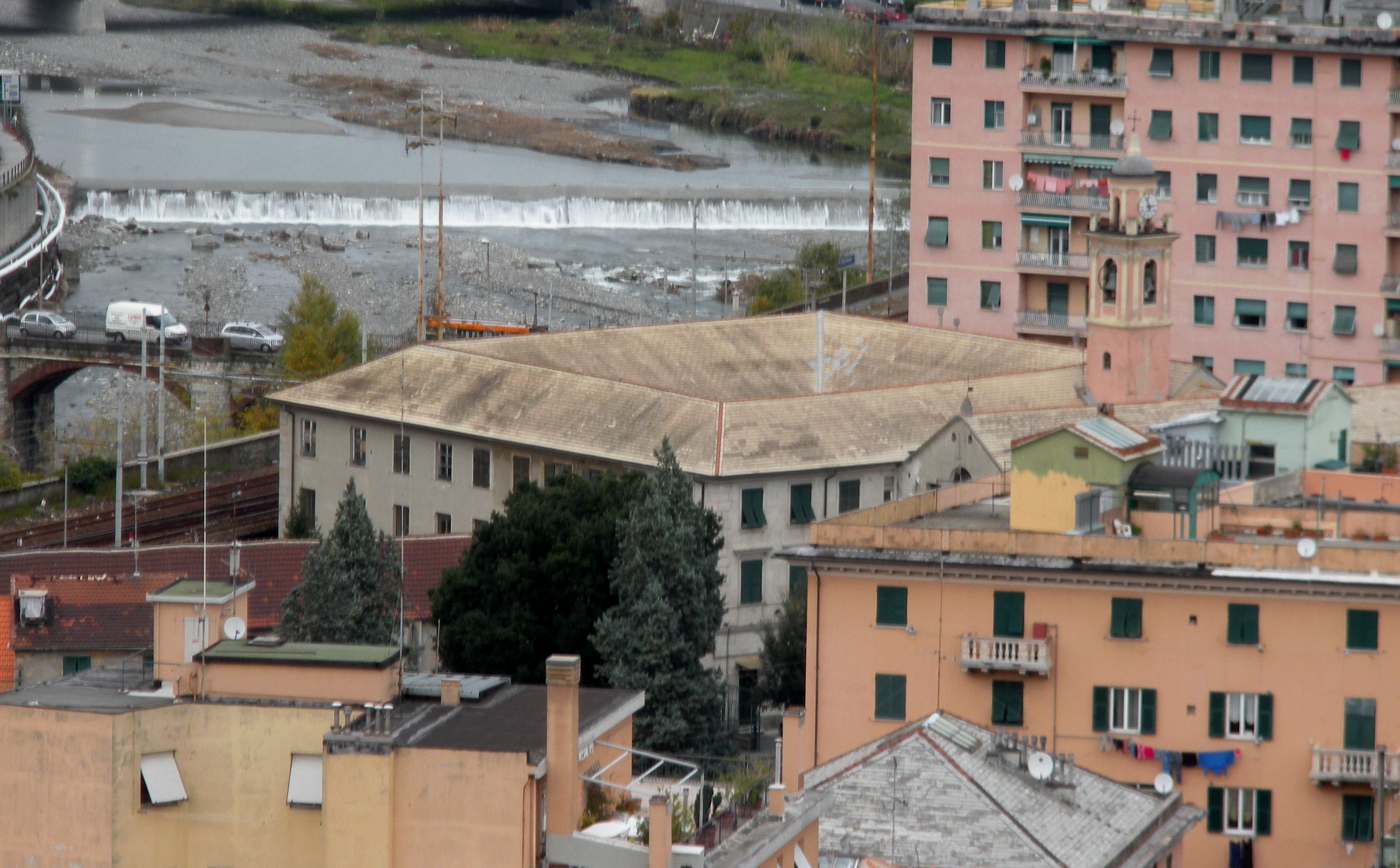
Il convento di San Francesco visto dalle alture di Bolzaneto

Nella seconda metà dell'Ottocento furono eseguiti diversi interventi all'interno della chiesa; i più significativi furono la decorazione dell'abside e del presbiterio e l'affresco nella volta della navata, opera di Francesco Semino, raffigurante San Francesco in gloria (1873).
Il convento e le sue pertinenze nel corso degli anni furono oggetto di vari cambi di proprietà. Nel 1865 gran parte dei locali vennero occupati dall'Educandato Femminile delle suore dorotee, tra il 1878 e il 1895 vi fu ospitata provvisoriamente una sezione, con circa 100 posti letto, dell'ospedale psichiatrico genovese, in attesa del completamento del complesso manicomiale di Cogoleto.
Nel 1896 per interessamento del vescovo di Acqui Pietro Balestra, (appartenente all'ordine francescano e futuro vescovo di Cagliari) i frati minori conventuali presero nuovamente possesso del complesso della Chiappetta, facendovi il loro ingresso il 2 ottobre dello stesso anno, in occasione della solennità di S. Francesco, dopo 98 anni di assenza.

### Il Novecento
Nel 1925 il convento acquistò dal comune di Bolzaneto un tratto del marciapiede all'esterno della chiesa per la costruzione delle tre cappelle laterali di destra, per ospitare gli altari, in precedenza interni alla navata, che risultava quindi assai angusta.
Il 6 agosto 1961 con decreto del cardinale Giuseppe Siri la chiesa, fu eretta in parrocchia, affidata ai frati minori conventuali.

### Anni duemila
La chiesa dal 2011 al 2013 è stata sottoposta a restauri che hanno interessato il campanile, la facciata e il prospetto affacciato su via P. Pastorino.
Come stabilito dal capitolo della provincia religiosa di S. Antonio dei frati minori conventuali, tenutosi a Padova nel mese di luglio 2013, i frati hanno lasciato il convento della Chiappetta a partire da settembre 2014. È così cessata, dopo oltre sette secoli, e dopo 118 anni dal ritorno dopo le leggi di soppressione del 1797, la presenza francescana a Bolzaneto, benché la curia arcivescovile abbia mantenuto come parroco l'ultimo padre guardiano dei frati minori conventuali.

## Descrizione storico-artistica

### Convento
Il convento della Chiappetta è un grande edificio su tre piani a pianta quadrata, con un piccolo chiostro interno, formato da 15 archi sorretti da altrettante colonne. Nel cortile interno del chiostro si trova un pozzo in muratura risalente al XVII secolo.
Un tempo, prima della costruzione dell'argine (che ora passa a pochi metri dall'edificio e sul quale corre la ferrovia Genova-Torino), alle spalle del convento vi era un vasto orto, coltivato dai frati e che costituiva una delle fonti principali del loro sostentamento. Questo orto si estendeva su terreni oggi occupati dall'argine stesso e dall'attuale corso del Polcevera. In origine l'orto costituiva una "clausura all'aperto", cioè un appezzamento di terreno non accessibile ai laici, caratteristica dei più antichi conventi francescani.

### Chiesa
La chiesa annessa al convento, intitolata a San Francesco d’Assisi, è a navata unica con un piccolo atrio (derivato dalla chiusura dell'originario pronao durante la ristrutturazione secentesca) e sei cappelle laterali.
In origine costruita in stile romanico-gotico, come tutte le chiese francescane del XIII secolo, fu trasformata nel XVII secolo in stile barocco. La facciata è molto semplice e rispecchia ancora lo stile originario. La pavimentazione interna è in marmo a disegni geometrici.
Questa ristrutturazione, conclusasi ai primi del Settecento, viene attribuita all'architetto lombardo Francesco Muttoni (1668-1747), autore anche dei disegni dell'altare maggiore e degli altari laterali. L'interno è stato interamente decorato nel 1867 dagli indoratori e pittori genovesi Giuseppe Leoncini e Paolo Boccardo.
Nella controfacciata, al di sopra dell'ingresso principale si trova un organo fabbricato nel 1884 dalla ditta Mascioni di Cuvio (Varese).

#### Presbiterio e coro
L'altare maggiore in marmo è opera di Francesco Muttoni. Intorno all'altare si trovano alcuni dipinti del XVI e XVII secolo:
- Stimmate di San Francesco, di scuola emiliana del XVII secolo (botteghe del Lanfranco e del Badalocchio)[7][8], collocato sulla parete dell'abside, sopra il coro;
- Assunzione della Beata Vergine Maria di Pietro Paolo Raggi (1649-1724);
- Estasi di Santa Caterina Fieschi Adorno, di Domenico Piola (1627-1703).

Gli ultimi due si trovano sulle pareti ai lati dell'altare. Sulle stesse pareti, collocate su mensole, si trovano quattro statue in legno, opere di artisti gardenesi, raffiguranti San Francesco, Sant'Antonio di Padova, Santa Elisabetta d'Ungheria e San Luigi IX di Francia (questi ultimi patroni del Terzo Ordine Francescano).
Oltre al già citato affresco nella volta della chiesa che rappresenta San Francesco in gloria, eseguito nel 1873 da Francesco Semino (1832-1883), nella volta del presbiterio si trova un affresco di Virginio Grana (1830-1888), raffigurante la Madonna con San Francesco e Sant'Antonio. Un altro affresco, del pittore bergamasco Umberto Marigliani (1885-1960), si trova nella volta dell'abside.

#### Cappelle laterali
Lungo la navata si trovano sei cappelle, tre per ciascun lato, che ospitano gli altari secondari.

##### Altari a sinistra
- Primo altare, dedicato a San Giuseppe da Copertino: vi si trova un modesto dipinto del XVI secolo della scuola di Luca Cambiaso raffigurante la Madonna con Gesù Bambino e San Giuseppe da Copertino.
- Secondo altare, dedicato a San Giuseppe: ospita una statua lignea del santo, opera di un artista gardenese degli anni venti del Novecento.
- Terzo altare, dedicato a Sant'Antonio: vi è collocato un dipinto settecentesco attribuito a Giuseppe Galeotti, raffigurante un Miracolo di Sant'Antonio (vi si vede il santo che riattacca un piede ad un giovane che se lo aveva reciso).

##### Altari a destra
- Primo altare, dedicato alla Madonna della Misericordia, con statua lignea del XVII secolo della scuola del Maragliano.
- Secondo altare: dedicato alla Madonna della Guardia, con statua in legno (1926), nella iconografia classica, di Antonio Canepa (1850-1931). La cappella fu inaugurata il 15 maggio 1926 alla presenza del cardinale Aurelio Galli.
- Terzo altare: dedicato all'Immacolata Concezione, con dipinto di Domenico Piola (XVII secolo).

### Oratorio
L'oratorio della locale confraternita, che fa parte del complesso conventuale, era dedicato alla Natività della Beata Vergine, ma comunemente era chiamato oratorio di san Francesco. Se ne hanno notizie documentate dalla metà del XV secolo. Documenti di archivio attestano la vitalità della confraternita di san Francesco nel corso dei secoli, prima della sua soppressione nel 1811.
Un tempo le pareti erano decorate con dodici grandi affreschi raffiguranti episodi della vita di San Francesco. L'edificio, riacquistato dai francescani nel 1928, dal 1929 per molti anni divenne un teatro in cui operava una piccola compagnia filodrammatica; dopo alcuni anni di abbandono, nel 1976 fu trasformato in palestra e in seguito utilizzato come salone per incontri e manifestazioni.

## Festività
La principale festività è quella di S. Antonio di Padova, il 13 giugno, in cui la statua del santo viene portata in processione per le strade cittadine.
Altra importante ricorrenza, anche se celebrata in forma meno solenne, pur essendo il santo titolare della chiesa, è quella di S. Francesco d'Assisi (4 ottobre).